# Romy Saalfeld
Romy Saalfeld (Weißenfels, 27 februari 1961) is een Duits roeister.
Saalfeld won tijdens de Olympische Zomerspelen 1980 in Moskou de gouden medaille in de vier-met-stuurvrouw. Een jaar later won Saalfeld de zilveren medaille op de wereldkampioenschappen in de vier-met-stuurvrouw.

## Resultaten

### Olympische Zomerspelen
| Jaar | Plaats | Resultaten                |
| ---- | ------ | ------------------------- |
| 1980 | Moskou | in de vier-met-stuurvrouw |

### Wereldkampioenschappen roeien
| Jaar | Plaats  | Resultaten                |
| ---- | ------- | ------------------------- |
| 1981 | München | in de vier-met-stuurvrouw |

1976: Karin Metze & Bianka Schwede & Gabriele Lohs & Andrea Kurth & Sabine Heß ·
1980: Ramona Kapheim & Silvia Fröhlich & Angelika Noack & Romy Saalfeld & Kirsten Wenzel·
1984: Florica Lavric & Maria Fricioiu & Chira Apostol & Olga Bularda & Viorica Ioja·
1988: Martina Walther & Gerlinde Doberschütz & Carola Hornig & Birte Siech & Sylvia Rose